# Гелена Каррейраш
Марія Гелена Чавіш Каррейраш (порт. Maria Helena Chaves Carreiras) , відома як Гелена Каррейраш (порт. Helena Carreiras, 26 вересня 1965, Порталегре) — португальський соціолог, нинішній міністр національної оборони Португалії, яка є першою жінкою, що займає цей пост.

## Біографія
У 1987 році закінчила ISCTE. У 2004 році отримала ступінь доктора філософії з соціальних і політичних наук в Інституті Європейського університету у Флоренції, захистивши дисертацію про політику гендерної інтеграції в Збройних Силах країн НАТО. Доцент ISCTE у сферах соціології, публічної політики та методології соціальних досліджень, а також є науковим співробітником Центру досліджень і досліджень соціології. Її наукова кар’єра була зосереджена на дослідженні гендерних питань у військових установах, інтеграції жінок у військове середовище, відносин між громадянським суспільством і Збройними силами, а також політики громадської безпеки та оборони.
З 2010 по 2012 рік працювала на посаді заступника директора Інституту національної оборони (IDN), з 2015 року – CIES – Центру досліджень і досліджень соціології, а з 2018 по 2019 рік – IPPS – Інституту публічної та соціальної політики. У 2019 році призначена директором IDN.
30 березня 2022 року стала першою жінкою, яка очолила Міністерство оборони, приєднавшись до XXIII конституційного уряду на чолі з Антоніу Коштою та змінивши на цій посаді Жуана Гоміша Кравінью. Це третя фігура у виконавчій ієрархії.
Каррейраш визнає посилення НАТО після вторгнення Росії в Україну та стверджує, що Європейський Союз повинен збільшити інвестиції в оборону у співпраці з НАТО.

## Публікації
Є автором 13 книг, 44 розділів книг і 26 статей у спеціалізованих журналах. Серед її публікацій «Жінки в збройних силах Португалії» (Космос, 1997), «Жінки зі зброєю. Участь жінок у військових діях у Південній Європі» (Cosmos and IDN, 2002), «Гендер і армія. Жінки в збройних силах західних демократій» (Routledge, 2006), «Women in the Military and in Armed Conflict» (Vs Verlag, 2008), «Qualitative Methods in Military Studies» (Routledge, 2013), «Researching the Military» (Рутледж, 2016) і «Розуміння впливу соціальних досліджень на армію» (Рутледж, 2022).

## Зовнішні посилання
- Memória das Ciências Sociais em Portugal | Helena Carreiras (entrevista)
- RTP | Photomaton | Uma mulher à frente do Instituto de Defesa Nacional